# Jimi Plays Berkeley
Musique Originale du Film Jimi Plays Berkeley (Originalna glazba iz filma Jimi Plays Berkeley), soundtrack je iz filma Jimi Plays Berkeley objavljenog 1971. godine u Francuskoj od izdavačke kuće Barclay Records.
Iako je Hendrix 30. svibnja 1970. godine nastupio u Berkeley Community Theatreu, samo dvije pjesme ("Johnny B. Goode", "Lover Man") s te izvedbe nalaze se na ovom soundtracku, ostale dolaze s različitih koncerata i studijskih verzija.

## Popis pjesama
Sve pjesme napisao je Jimi Hendrix, osim gdje je drugačije naznačeno.
| Br. | Skladba                        | Autor                                  | Trajanje |
| --- | ------------------------------ | -------------------------------------- | -------- |
| 1.  | »Johnny B. Goode«              | Chuck Berry                            |          |
| 2.  | »Purple Haze«                  |                                        |          |
| 3.  | »Star Spangled Banner«         | Francis Scott Key, John Stafford Smith |          |
| 4.  | »Little Wing«                  |                                        |          |
| 5.  | »Voodoo Child (Slight Return)« |                                        |          |
| 6.  | »Machine Gun«                  |                                        |          |
| 7.  | »I Don't Live Today«           |                                        |          |
| 8.  | »Lover Man«                    |                                        |          |

## Detalji snimanja
- Skladba 1 i 8 snimljene su u Berkeley Community Theatreu, Berkeley, Kalifornija, Sjedinjene Države, 30. svibnja 1970.
- Skladba 2 snimljena je u De Lane Lea studiju u Londonu, Engleska, 11. siječnja 1967. i Olympic studiju i Londonu, 3. i 7. veljače 1967.
- Skladba 3 snimljena je na Woodstock festivalu u Bethelu, New Yorku, SAD, 18. kolovoza 1969.
- Skladbe 4 i 5 snimljene su u Royal Albert Hallu u Londonu, Engleska, 24. veljače 1969.
- Skladba 6 snimljena je na Fillmore Eastu u New York Cityu, New York, SAD, 1. siječnja 1970.
- Skladba 7 snimljena je u De Lane Lea studiju, veljača 1967.

## Izvođači
- Jimi Hendrix – električna gitara, prvi vokal
- Mitch Mitchell – bubnjevi
- Billy Cox – bas-gitara u skladbama 1, 3, 6 i 8, prateći vokal u skladbi 6
- Noel Redding – bas-gitara u skladbama 2, 4, 5 i 7, prateći vokal u skladbi 2
- Buddy Miles – bubnjevi u skladbi 6, prateći vokal u skladbi 6

## Vanjske poveznice
Jimi Plays Berkeley u internetskoj bazi filmova IMDb-a
- Progarchives - recenzija albuma